# Capriccio stravagante
 (décembre 2011).
Si vous disposez d'ouvrages ou d'articles de référence ou si vous connaissez des sites web de qualité traitant du thème abordé ici, merci de compléter l'article en donnant les références utiles à sa vérifiabilité et en les liant à la section « Notes et références ».
Pour l’article homonyme, voir Capriccio Stravagante.

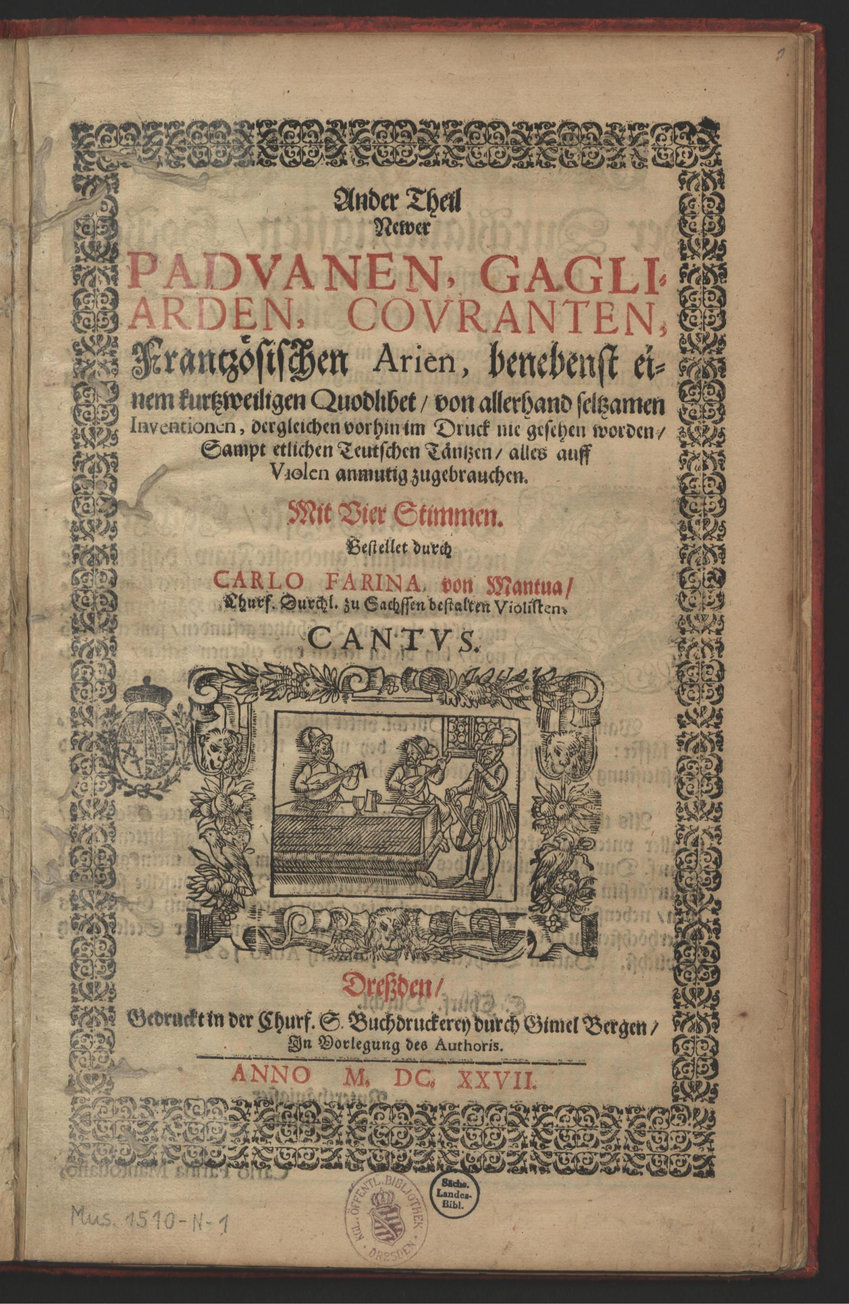
Page de titre de Ander Theil Newer Paduanen

Capriccio stravagante est une pièce instrumentale pour cordes que Carlo Farina a publié à Dresde en 1627 dans le second de ses cinq livres, Ander Theil newer Paduanen, Gagliarden, Couranten, französischen Arien. Par plusieurs aspects, elle illustre un moment révolutionnaire dans l'histoire de la musique.

## Les débuts de la musique à programme
La pièce est écrite pour deux violons, trois violes, théorbe et clavecin. Elle préfigure en cela le quatuor à cordes moderne avec basse continue. Elle est structurée en quatre mouvements, une danse, un tableau, une danse, un tableau.
C'est un des premiers exemples de musique à programme des débuts de la période baroque. Elle réussit à montrer plein de verve sans sombrer dans la superficialité. Elle expose ce qu'elle annonce dans son titre, les possibilités qu'offre le violon au virtuose, alors qu'en ce début du XVIIe siècle, le violon n'est guère connu en dehors de l'Italie que comme un instrument pour accompagner la danse et le ballet. Comme Carlo Farina s'est produit en Allemagne de 1626 à 1631 et que dans la période qui a suivi un certain nombre d'autres musiques à programme y ont été créées, en particulier par Johann Heinrich Schmelzer, puis par les élèves de celui-ci, Heinrich Biber, Johann Jakob Walther, on suppose que Capriccio stravagante les a inspirées[réf. souhaitée].

## Harmonie imitative atonale
Le « caprice extravagant » de Farina est une pièce ludique et spectaculaire faite pour surprendre voire choquer le public. On y trouve notamment l'utilisation d'un certain nombre de techniques violonistiques à des fins d'imitation de la nature. Le passage le plus célèbre, le plus déroutant, reproduit les aboiements des chiens et les miaulements des chats, et illustre une musique atonale antérieure de trois siècles à celle d'un Igor Stravinsky.

## Écriture onomatopique
La pièce demeure le plus ancien exemple documenté de double corde, cette technique qui consiste à produire deux notes simultanément. La technique, décrite un siècle plus tôt, en 1543, par Silvestro Ganassi dans ses Regola rubertina, n'était pourtant pas neuve mais semble avoir été pratiquée entre eux par les gambistes.
C'est aussi la première fois que sont écrits des pizzicato et des glissando. Ceux-ci servent à rendre les miaulements. Un phrasé plus comparable à des onomatopées évoque tantôt les piaillements d'oiseaux, tantôt la musique militaire du piccolo ou du tambour, voire la chanson à danser de la vielle à roue ou de la guitare espagnole.

### Sources
1. ↑  J. Ducros, « Ihttps://www.youtube.com/watch?v=Yot1zZAUOZ4 L'atonalisme et après?]  46 min 33 s — 49 min 30 s, Collège de France, Paris, 20 décembre 2012.
2. ↑  C. Forsyth & W. Bolcom, Orchestration, p. 315, 1982  (ISBN 0-486-24383-4).
3. ↑  D. Froom (en), dir. S. Sadie, New Grove Dictionary of Music, vol. XVII, p. 384, 2001.